# 稀有南鳅
稀有南鳅（学名：Schistura rara）为輻鰭魚綱鯉形目條鳅科南鳅属的鱼类。在中国，分布于广东的乳源和曲江、属于北江上游的小支流等，多见于多水草的流水河段。该物种的模式产地在广东和乳源和曲江、属北江上游。

## 扩展阅读
維基物種上的相關：稀有南鳅